# Filet de llonzes i coll

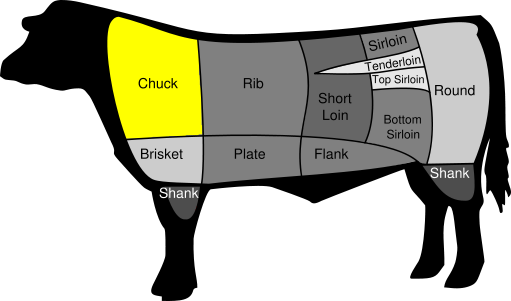
Localització del tall en el bou.

El filet de llonzes i coll és un tall de carn de boví i a l'estil britànic és només filet de llonzes. El típic filet de llonzes i coll és un tall rectangular, un tall d'1cm de gruix conté "parts dels ossos de l'espatlla, i sovint es coneix com un 7-bone steak en anglès.